# Palbociclib

Estrutura química do Palbociclib

Palbociclib, comercializado sob a marca Ibrance, entre outras, é um medicamento desenvolvido pela Pfizer para o tratamento de cancro da mama dos tipos HR-positivo e HER2-negativo. É um inibidor seletivo das quinases dependentes de ciclina CDK4 e CDK6. Foi o primeiro inibidor das CDK4/6 a se aprovado para o tratamento de cancro.